# La Course scientifique en voilier

La Course scientifique en voilier est un document consacré principalement aux techniques de régates en dériveur léger, écrit par Ted A. Wells sous le titre de Scientific sailboat racing en 1950 et 1958 et traduit de l'américain par Jean Gravand en 1959.

## Historique de la publication
La préface de ce livre, dans l'édition de 1950, et reprise dans l'édition de 1958 est signée William F. Crosby, architecte du Snipe et secrétaire de l'Association internationale des Snipes.
Il remercie Ted Wells, à cette époque le barreur de Snipe le plus titré au monde, mais aussi ingénieur aéronautique chez beechcraft, d'avoir dévoilé et expliqué chacun de ses secrets - ce qu'il faisait à chacune des régates où il participait - fait assez râre, et mieux encore de les avoir couchés par écrit.
Il le remercie aussi M. Wells d'avoir abandonné tous ses droits et redevances sur son livre à l'Association des Snipes.
William Crosby ne peut cependant s'empêcher de faire remarquer avec humour que « [...] nous soupçonnons encore fortement que ce qui permit à Ted Wells de gagner des courses se trouve en grande partie sous son vieux chapeau de toile. »
Dans son introduction Ted Wells explique que les techniques qu'il explicite sont surtout le fruit de son expérience des petits voiliers, bien qu'elles devraient être plus appliquées
par les équipages de grands voiliers. Il insiste particulièrement sur l'observation, l'analyse et le classement des faits, garants d'une démarche d'approche scientifique de la course en voilier.

## Intérêt du livre
Ce livre présente tous les aspects de la régate, de la mise au point du bateau, aux tactiques de départ y compris à l'aide d'un compas, en passant par les choix de routes en fonction des courants, le contournement des bouées etc.
Le style, pas compassé du tout, est assez rafraîchissant , avec des affirmations empreintes d'un humour tranchant, très à l'emporte-pièce et très américain :
- Le départ d'une régate doit se faire au près, les comités de course qui persistent à donner des départs au vent arrière devraient être alignés au mur et fusillés.
- On m'a souvent demandé si mon expérience de l'aéronautique comme ingénieur en chef de la Beech Aircraft Corporation m'était utile pour régater. En aucun cas et à ceux qui persistent à le croire, je dirai ceci: On a tout essayé pour discipliner les courants aériens, les meilleurs savants, ingénieurs et mathématiciens ont essayé d'éduquer les courants aériens en utilisant des équations, des machins IBM, voire des calculateurs électroniques, les courants aériens ont refusé de s'asseoir sur les bancs de l'école et ont persisté à n'en faire qu'à leur tête.
Même s'il faut relativiser cette dernière affirmation, qui date de l'époque des machines à cartes perforées et des avions à hélice, le propos est empreint d'un pragmatisme assez remarquable.
Si certains aspects concernant les matériaux et leur mise en œuvre peuvent être considérés comme obsolètes, l'approche générale des choix en accastillage, des peintures et revêtements de coque reste dans la ligne des gains de poids, du centrage des masses et de la simplification des manœuvres.
Quatre-vingt-quatre illustrations, dont la plus grande partie sont des graphiques vectoriels représentant - à l'échelle - vitesses, vents, dérives, forces, expliquent les bons choix tactiques en course sur la route à suivre et le réglage des voiles.
Toujours très pragmatique Ted Wells ne condamne pas les pratiques utilisant le poids et l'énergie cinétique de l'équipage aujourd'hui interdites ou limitées par la règle 42, comme les Pumping, rocking et ooching, il les décrit en détail avec des considérations sur leur efficacité respective.
En particulier il conseille le ooching (impulsions longitudinales données par l'équipier) pour inciter le bateau (lourd et à la ligne de quille assez bananée) à partir au surf et à déjauger en accélérant dans la face avant d'une vague.
Sur ce point il rejoint deux autres grands champions incontestables, Manfred Curry et Paul Elvström, qui préféraient pomper la grande écoute pour lancer le bateau au planing.
Il ne faut pas chercher dans ce livre de conseils sur les manœuvres de spinnaker, le Snipe en étant dépourvu. Les choix de parcours en fonction de la météo sont également peu abordés.